# 眠腦
眠腦（Minnao）是台灣古地名。該詞來自於泰雅語，意指「森林鬱鬱蒼蒼、欣欣向榮」及「森林資源豐富的地方」。曾經用來指稱太平山一帶的山區。

## 歷史

### 日人開發
日治時期時，台灣總督府營林局於1915年11月派出高橋哲郎、黑澤慎介、沼尻銀次郎等職員，並雇用木村周吉、山本始、小林金藏等人，帶領技工雜工等。以蘭台為開拓點，由此順向多望溪上游西北乃至嘉羅山一帶；發現沿岸皆為森林所覆蓋，叢林以成蔭林，溪谷更覺原始，為當時原住民泰雅族狩獵的好去處。

### 影響
日人於此地設立伐林場，此「太平山林場」成為台灣三大林場之一。

## 參照
- 太平山
- 太平山國家森林遊樂區
- 太平山森林鐵路